# Giovanni Battista Venturino
Giovanni Battista Venturino (también conocido como Giovanni Battista Venturini, Giovanni Battista Venturino da Fabriano o Giovanni Battista Venturini da Fabriano) (Fabriano, ¿?-1578) fue un eclesiástico italiano conocido por un escrito sobre su viaje por Italia, Francia, España y Portugal en la década de 1570.

## Biografía
Nació en la localidad de Fabriano, por entonces parte de los Estados Pontificios.
Por su edad y experiencia fue elegido para acompañar al cardenal Michele Bonelli (conocido como cardenal Alessandrino por su ciudad de nacimiento), en el viaje que este haría como legado papal cerca de Felipe II de España y Sebastián de Portugal. Michele Bonelli era por entonces, cardenal-nepote de Pio V. En este viaje pasaría por el norte de Italia, sur de Francia, España y Portugal.
Durante su estancia en la corte española, ya establecida en Madrid, se alojó en la casa del Tesoro recién adquirida por Felipe II. 
Alrededor de 1576 se encontraba en Milán, donde ayudó al futuro santo y entonces arzobispo de Milán, Carlos Borromeo, en la epidemia de peste que asolaba la ciudad.
En 1577 aceptó su nombramiento como vicario general de la archidiócesis de Vercelli, por entonces parte de los estados del duque de Saboya, Manuel Filiberto de Saboya.

## Obra
De su viaje emprendido a finales de 1571, dejó distintos escritos que fueron recopilados por su hermano Luigio en el manuscrito: Del viaggio fatto dall'illmo. Et revmo. Card. Alessandrini Legato, Apostólico alli Serenissimi Re di Francia, Spagna et Portogallo, con le annotazioni delle cose principali della cittá, terre e luoghi. El original de esta obra se conserva en la Biblioteca Apostólica Vaticana.